# Josep Manuel Benedicto
Josep Manuel Benedicto i García (Barcelona, 1895-Barcelona, 1964) fue un escultor español.

## Biografía
Fue discípulo de Manuel Fuxá, Antonio Alsina y Antonio Parera. De estilo clasicista, efectuó diversas obras de arte público en Barcelona:
- Fuente del niño pescador (1947), en avenida Diagonal con Casanova, una obra en bronce que representa un niño que ha cogido un pez, el cual sostiene con una mano mientras que con la otra hace la señal de victoria.[2]
- Fuente de Blancanieves (1947), en la plaza Gala Placidia, como la anterior realizada en bronce e inaugurada el mismo día, con la figura del popular personaje infantil creado por los hermanos Grimm, acompañada de un cervatillo.[3]
- Juventud (1952), en la plaza Francesc Macià, un desnudo femenino elaborado en mármol en el contexto de la celebración del Congreso Eucarístico Internacional de 1952.[4]
- A Alexander Fleming (1955), en los Jardines del Doctor Fleming, junto al Hospital de la Santa Cruz, un busto en mármol del descubridor de la penicilina, situado sobre una fuente.[5]